# Frank Löhr (Pianist)
Frank Löhr (* 25. Mai 1971 in Neuwied) ist ein deutscher Pianist, Komponist und Dirigent. Seit April 2005 ist er Professor für Chor- und Ensembleleitung an der Hochschule für Musik, Theater und Medien Hannover (HMTMH).

## Leben und Wirken
Löhr studierte Klavier bei Peter-Jürgen Hofer, Komposition bei Werner Krützfeldt und Dirigieren bei Klauspeter Seibel in Hamburg. Kurse bei Menahem Pressler (Klavier), Thomas Brandis (Kammermusik), Mathias Husmann (Dirigieren), Bob van Asperen (Cembalo), Gerhart Darmstadt (hist. Aufführungspraxis) und Martin Lücker (Orgel) ergänzten sein Studium.
Als Pianist bzw. Dirigent u. a. mit Jessye Norman, Zubin Mehta, Donald Runnicles, Simon Halsey, Israel Philharmonic Orchestra, Hamburger Symphoniker, Magdeburger Philharmoniker, Chor der Bamberger Symphoniker, Studeum Kammerchor St. Petersburg, Orféon Navarro Reverter Valencia, dem NDR Chor und der Hamburger Camerata.   
Er leitete Einstudierungen für Giuseppe Sinopoli, Eiji Oue, Terry Edwards und Jonathan Nott und gastierte u. a. beim Schleswig-Holstein-Festival, dem Int. Jacques-Offenbach-Festival, der Musiktheater-Biennale München und dem Staatstheater Nürnberg. Er arbeitete ebenfalls für TV-Produktionen des ZDF und des NDR.
Bereits 27-jährig wurde Frank Löhr Professor für Dirigieren. Nach seiner Lehrtätigkeit an den Musikhochschulen Hamburg, Bremen und Frankfurt wurde er im April 2005 an die Musikhochschule Hannover berufen. In dieser Position leitet er den Konzertchor der Hochschule und die Symphoniker Hannover leitet. Er erhielt den ersten Preis im Kompositionswettbewerb der Hamburger Musikhochschule, den LIONS-Förderpreis und den Kulturpreis seiner Heimatstadt.
Als Komponist arbeitete Frank Löhr zuletzt für das Staatstheater Nürnberg und das Konzerthaus Berlin. 
Seit 1997 ist er künstlerischer Leiter des Ahrensburger Kammerorchesters, seit 2002 leitet er das ERANOS-Ensemble für Alte Musik und seit 2003 den Bergedorfer Kammerchor.